# Tetragnatha macrops
Tetragnatha macrops là một loài nhện trong họ Tetragnathidae.
Loài này thuộc chi Tetragnatha. Tetragnatha macrops được Eugène Simon miêu tả năm 1907.